# Mohamed Aly (handball)
Mohamed Aly Abdelmotaleb Aly, né le 9 avril 1992 à Gizeh, est un handballeur international égyptien évoluant au poste de gardien de but.

## Biographie
Mohamed Aly commence en jouant pour les deux plus grands clubs égyptiens, Al Ahly SC et Zamalek SC. Il accumule ainsi de nombreux titres nationaux et continentaux. En 2021, il est le troisième gardien de l'Égypte aux Jeux olympiques de Tokyo mais ne dispute aucun match avec l'équipe qui termine à une belle quatrième place.
Dans la foulée, il découvre ensuite le handball européen en rejoignant le club français de l'Angers SCO qui évolue en division 2. S'ensuit un tour d'Europe qui l'emmène successivement en Espagne au BM Sinfín et au BM Ciudad de Logroño puis en 2. Bundesliga au SG BBM Bietigheim et enfin au Portugal au Sporting Lisbonne à compter de l'été 2024.
C'est justement aux Jeux olympiques de Paris qu'il se révèle sur la scène internationale. Battu en quarts de finale par l'Espagne, Aly termine 7e meilleur gardien du tournoi avec 32,39 % d'arrêts et une moyenne de 7,7 arrêts par match.

## Palmarès

### Sélection nationale
Jeux olympiques
- 5e place aux Jeux olympiques 2024

Championnats du monde
- 7e place au Championnat du monde 2023

Championnat d'Afrique des nations
- Vainqueur au Championnat d'Afrique des nations 2022
- Vainqueur au Championnat d'Afrique des nations 2024

Autres
- Vainqueur aux Jeux olympiques de la jeunesse 2010